# استن اوکویه
استن اوکویه (انگلیسی: Stan Okoye؛ زادهٔ ۱۰ آوریل ۱۹۹۱) بازیکن بسکتبال اهل ایالات متحده آمریکا است.
از باشگاه‌هایی که در آن بازی کرده‌است می‌توان به باشگاه بسکتبال پالاسانسترو وارزه، باشگاه بسکتبال گرن کاناریا، و باشگاه بسکتبال ساراگوسا اشاره کرد.
وی در مسابقات کشوری و بین‌المللی در مجموع برندهٔ ۱ مدال طلا شده‌است.